# Kugar
Kugar – narzędzie KDE do generowania biznesowych raportów jakości, które mogą być wyświetlane lub drukowane. Zawiera samodzielną przeglądarkę raportów, jak również przeglądarkę z KPart. Ta druga oznacza, że każda aplikacja KDE może zawierać możliwość wyświetlania raportów oraz że raporty mogą być wyświetlane w przeglądarce Konqueror.
Kugar poprzez scalenie wygenerowanych przez program danych za pomocą szablonu tworzy finalny raport. Zarówno dane jak i szablon mają określoną specyfikację za pomocą XML. Takie podejście powoduje, że sama aplikacja musi tylko wygenerować dane. Do szablonu można się odwołać poprzez URL, co pozwala w biznesie na stworzenie zarządzanej centralnie biblioteki szablonów.
Do możliwości Kugara należą:
- kreator raportów Kugar;
- drukowanie raportów w PostScripcie;
- neutralne źródło danych - dane są dostarczane w XML-u;
- wsparcie bezpośredniego dostępu do bazy danych;
- wygląd raportu jest przechowywany w XML-u;
- pełna kontrola nad czcionkami, kolorami, wyrównaniem tekstu i zawijaniem wierszy;
- nagłówki i stopki raportów;
- nagłówki i stopki stron;
- podsumowania: sumy, zliczanie, wartości średnie, odchylenie standardowe;
- dodatkowe formatowanie (liczby ujemne, waluty, przecinki dla liczb i dat);